# Limacina rangii

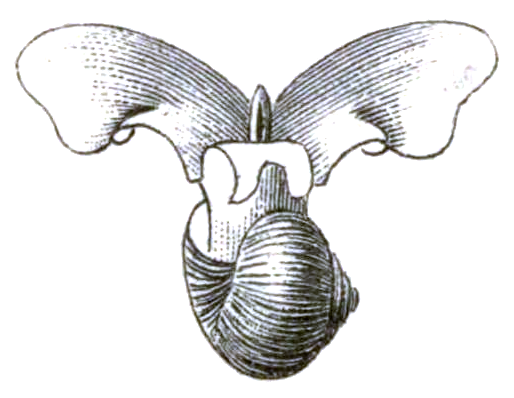
Dibujo de Limacina rangii

Limacina rangii es una especie de caracol marino de la familia Limacinidae, que pertenece al grupo comúnmente conocido como mariposas de mar.
Limacina rangii es una especie clave del mesozooplankton de los ecosistemas pelágicos de la Antártida.
Desde 2010 este taxón era conocido como Limacina helicina antarctica o Limacina helicina f. antarctica. Actualmente Limacina rangii se considera una especie diferente de Limacina helicina, con base en la secuencia de genes de la subunidad I de Citocromo c oxidasa (COI).